# 后底阁遗址
后底阁遗址位于河北省邢台市南宫市，经考证该遗址位于北朝至隋唐时期武城县治范围内，2006年发现各类遗迹20处。该遗址被中华人民共和国国务院列入第七批全国重点文物保护单位。